# Джессі Лакуна
Джессі Лакуна (23 грудня 1993) — філіппінський плавець.
Учасник Олімпійських Ігор 2012, 2016 років.
Призер Ігор Південно-Східної Азії 2009, 2011, 2015 років.